# Misja „sui iuris” Turkmenistanu
Misja „sui iuris” Turkmenistanu (łac. Mission „sui iuris” Turcmenistanianus; ros. Миссия „sui iuris” Туркменистан) – samodzielna jednostka terytorialna dla katolików obrządku łacińskiego oraz jednostka podziału administracyjnego Kościoła katolickiego w Turkmenistanie, obejmująca swoim zasięgiem cały kraj. Utworzona 29 września 1997 przez Jana Pawła II. Siedziba superiora znajduje się w kaplicy nuncjatury apostolskiej w Aszchabadzie.

## Historia
W XIX wieku na teren obecnego Turkmenistanu zaczęli przybywać katolicy, głównie za sprawą deportacji z innych stron Imperium Rosyjskiego, w tym Polski i Litwy. Na początku XX wieku była to już liczna grupa (ok. 5 tysięcy), która posiadała parafię w Aszchabadzie i kilka kaplic w: Krasnowodzku, Czardżou, Mary i Kyzył Arwat.
Po przejęciu władzy przez komunistów i utworzeniu Związku Radzieckiego rozpoczęły się prześladowania katolików, którym wkrótce odebrano ich miejsca kultu. Kościół zmuszony był zejść do podziemia na kilkadziesiąt lat, aż do upadku ZSRR w 1991 roku. Turkmenistan został podporządkowany administraturze apostolskiej w Kazachstanie.
Dnia 10 lipca 1996 Stolica Apostolska nawiązała oficjalne stosunki dyplomatyczne z Turkmenistanem, co umożliwiło budowę własnej hierarchii kościelnej w tym kraju. W czerwcu 1997 abp Pier Luigi Celata – nuncjusz apostolski w Turcji, złożył listy uwierzytelniające władzom Turkmenistanu. Droga do przyjazdu misjonarzy tym samym została otwarta.
29 września 1997 papież Jan Paweł II wydzielił Turkmenistan z jej struktur, jako odrębną Misję „sui iuris”.
Kościół katolicki w Turkmenistanie został zarejestrowany dopiero 12 marca 2010.

## Superiorzy
- od 1997 - Andrzej Madej[6]